# B. J. Fogg
B. J. Fogg va ser el primer científic per articular el concepte de "captologia", una paraula que va encunyar per descriure la superposició entre la persuasió i ordinadors..
Com a doctoral estudiant a Stanford Universitat (1993-1997), Fogg va utilitzar mètodes de psicologia experimental per demostrar que els ordinadors poden canviar els pensaments i els comportaments de les persones en maneres previsibles. La seva tesi va ser titulada "Ordinadors Carismàtics."
Fogg va fundar el Stanford Persuasive Laboratori de Tecnologia. Va dirigir el Stanford Projecte de Credibilitat del Web, el qual va publicar How Do People Evaluate a Web Site's Credibility? Resultats d'un Gran Estudi dins 2002. El Laboratori va rebre una beca de la Fundació de Ciència Nacional dins 2005 per donar suport la feina experimental que investiga com els telèfons mòbils poden motivar i persuadir persones, una àrea el laboratori crida "persuasió mòbil". L'any 2003 Fogg va publicar el llibre Persuasive Technology: Using Computers to Change What We Think and Do. Aquest llibre és la fundació del concepte de captology.
Dins 2007, Fogg va crear a Stanford un curs sobre les aplicacions a Facebook. Utilitzant el que Fogg anomena "Concentren Persuasió Interpersonal," els seus estudiants van comprometre uns 16 milions de persones durant 10 setmanes amb els projectes fets per la classe.
És el fundador i director de la conferència sobre Salut Mòbil anuala Stanford.
Fogg ha creat un model nou de canvi de comportament humà. Al 2011, el World Economic Forum's Wellness Workplace Alliance va seleccionar el Model de Comportament de Fogg com el marc per canvi de comportament de la salut. No obstant això, el model ha estat criticat com a inadequat per al canvi de comportament en la ludificació. Al desembre 2011, Fogg va proposar una manera nova de desenvolupar hàbits permanents mitjançant passos.
El Doctor Fogg és el germà de Linda Fogg Phillips, una autora i conferenciant sobre les qüestions dels mitjans de comunicació social i la criança dels fills.